# Das Zelt (Theater)

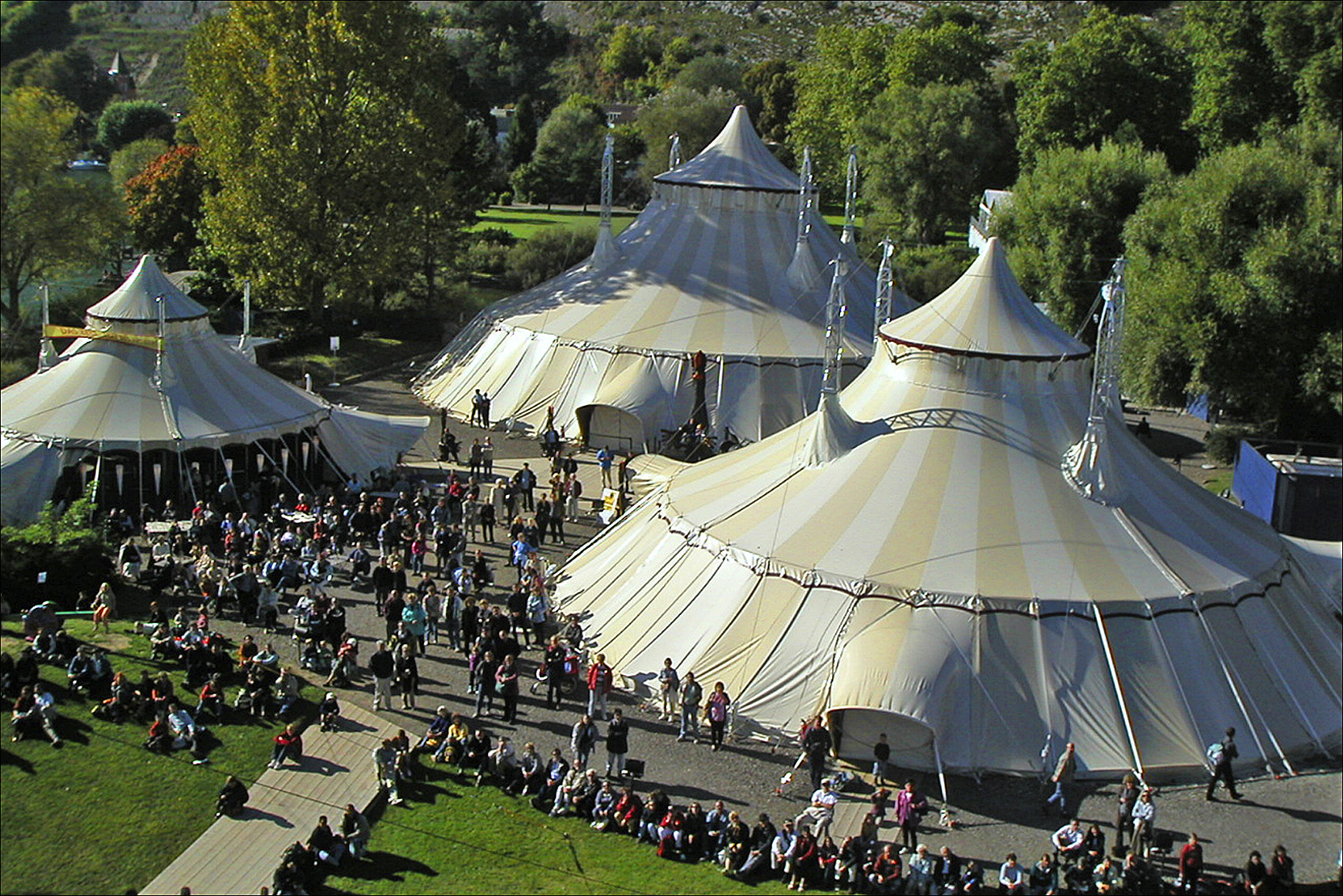
«Das Zelt» an der Expo.02

Das Zelt (Eigenschreibweise: DAS ZELT) ist ein Schweizer Tourneetheater mit mobiler Zeltinfrastruktur, das ganzjährig die Deutschschweiz, die Romandie und das Tessin bereist. In «Das Zelt» treten einerseits Comedians, Musiker und Theaterkünstler aus der Schweiz auf, andererseits auch internationale Entertainer. 2013 bis 2017 wurde PostFinance Hauptpartnerin und «DAS ZELT» bekam eine Namenserweiterung «Chapiteau PostFinance». Ab 2018 sind Heineken und Mövenpick die offiziellen Partner und der Namenszusatz «Chapiteau PostFinance» wird wieder aufgelöst. Das Tourneetheater war bis 2014 an 21 Standorten in der ganzen Schweiz zu Gast. Ab 2015 wurde der Betrieb auf 23 Standorte erweitert und gastiert nun zum ersten Mal mit drei Zelten an verschiedenen Orten gleichzeitig.
«Das Zelt» wurde ursprünglich im Rahmen der Expo.02 als Kultur- und Eventplattform für die Arteplage Biel konzipiert. Nachdem die Finanzierung gestrichen wurde, realisierten der Seiltänzer David Dimitri sowie der Rechtsanwalt und Fahrradkünstler Adrian Steiner das Projekt auf privater Basis. 2003 ging «Das Zelt» unter der Leitung von Adrian Steiner als mobiles Theater auf seine erste Tournee durch die Deutschschweiz. Ab 2007 machte «Das Zelt» auch an verschiedenen Spielorten in der französischen und italienischen Schweiz halt und das «Kinderzelt» wurde gegründet. Mit der Integration einer zweiten Theater-Bühne in die Zeltstadt waren ab 2008 erstmals parallele Vorstellungen möglich. Heute ist «Das Zelt» das einzige noch existierende Expo.02-Projekt und wird von durchschnittlich 200'000 Personen pro Jahr besucht.
Im Comedy- und Theaterbereich waren unter anderem folgende Künstler in «Das Zelt» zu sehen:
Marco Rima, Massimo Rocchi, Clown Dimitri, Duo Fischbach, Duo Full House, Beat Schlatter, Patrick Frey, Oropax, Acapickels, Claudio Zuccolini, Andreas Thiel, Bagatello, Bastian Sick, Ingo Appelt, Gardi Hutter, Charles Nguela, Simon Enzler, Fabian Unteregger, das Komikerduo Lapsus, Yann Lambiel, Kaya Yanar, Dimitri, David Bröckelmann, Die Zwillinge etc.
Im musikalischen Bereich traten unter anderem die folgenden Künstler in «Das Zelt» auf:
Stephan Eicher, Stiller Has, Polo Hofer, Umberto Tozzi, Marc Storace, I Quattro, Philipp Fankhauser, Michael von der Heide, Lovebugs, Plüsch, Baschi, A-live, Nena, Francine Jordi, Florian Ast, DJ Ötzi, Luca Hänni, Stefanie Heinzmann etc. 
Die Moderationen übernahmen unter anderem auch:
Michel Gammenthaler, Stéphane Lambiel, Sven Epiney usw.

## Prix de Joie
Im Jahr 2022 hat «Das Zelt» erstmals die Auszeichnung «Prix de Joie» («Preis der Freude») verliehen. Mit diesem Preis soll jährlich eine Persönlichkeit ausgezeichnet werden, die durch ihre Tätigkeit grossen Teilen der Gesellschaft Freude und Inspiration vermittelt. Die Skulptur «Prix de Joie» wurde vom Schweizer Künstler Housi Knecht gestaltet.
Bisherige Preisträger sind:
- 2022: alt Bundesrat Adolf Ogi[5]
- 2023: Familie Knie[6]
- 2024: Michelle Hunziker[7]